# RAD9A
La proteína de punto de control del ciclo celular RAD9A es una proteína codificada en humanos por el gen RAD9A.
Este producto génico es muy similar a la proteína RAD9 de Schizosaccharomyces pombe, una proteína de punto de control del ciclo celular requerida para que se produzca la parada del ciclo celular y la reparación del ADN en caso de que este haya sufrido daño. RAD9A posee actividad exonucleasa 3' y 5', con lo que podría contribuir en la detección y reparación del ADN dañado. Forma un complejo proteico de punto de control junto con RAD1 y HUS1. Este complejo es reclutado por la proteína de punto de control RAD17 hacia aquellos puntos donde el ADN ha sufrido daño, por lo que parece ser importante en la puesta en marcha de la cascada de señalización implicada en la parada de punto de control. Se ha descrito un uso alternativo de sitios de poli-A en este gen.

## Interacciones
La proteína RAD9A ha demostrado ser capaz de interaccionar con:
- RAD17[3][4][5][6]
- HDAC1[7]
- TOPBP1[8]
- RAD1[3][9][10][11][6]
- BCL2-like 1[12][13]
- Bcl-2[13]
- Receptor androgénico[14]
- DNAJC7[15]
- HUS1[3][9][10][11]
- Gen Abl[16]